# Coppa DOM
La Coppa DOM (fr: Coupe des Départements d'Outre-Mer) era una competizione calcistica riservata alle squadre campioni in carica dei campionati locali dei vari Dipartimenti d'Oltremare. I territori coinvolti erano: la Guyana francese, Guadalupa, Martinica, Réunion, Mayotte e Saint-Pierre e Miquelon (gli ultimi due non inviavano nessuna squadra).
Dal 2004, con la riorganizzazione amministrativa dei territori francesi, la competizione ha cambiato nome e formato; è stata trasformata in una fase eliminatoria (Éliminatoires Antilles-Guyane) nella quale le squadre della Guyana francese, Guadalupa e Martinica si affrontano e le prime due classificate si qualificano per la Coppa dei Club Campioni d'oltremare. Fino al 2003 la finalista della Coppa DOM si qualificava per la Coppa DOM-TOM dove affrontava la squadra campione della Coppa TOM.

## Albo d'oro

### Coppa D.O.M.
| Anno | Campione                  | Risultato     | Finalista                  |
| ---- | ------------------------- | ------------- | -------------------------- |
| 1989 | SS Saint-Louisienne       | 3–3 (4–2 dcr) | Zénith Morne-à-l'Eau       |
| 1990 | JS Saint-Pierroise        | 2–0           | SC Kouroucien              |
| 1991 | JS Saint-Pierroise        | 1–0           | Solidarité Scolaire        |
| 1992 | L'Etoile de Morne-à-l'Eau | 1–0           | Aiglon du Lamentin         |
| 1993 | US Sinnamary              | 2–1           | US Robert                  |
| 1994 | Club Franciscain          | 2–1           | US Sinnamary               |
| 1995 | JS Saint-Pierroise        | ?             | Arsenal Guadeloupe         |
| 1996 | CS Saint-Denis            | 1–0 (dts)     | Club Franciscain           |
| 1997 | Club Franciscain          | 8–3           | CS Saint-Denis             |
| 1998 | SS Saint-Louisienne       | 2–0           | L'Etoile de Morne-à-l'Eau  |
| 1999 | SS Saint-Louisienne       | 2–1           | Racing Club de Basse-Terre |
| 2000 | US Stade Tamponnaise      | 4–0           | Club Franciscain           |
| 2001 | Club Franciscain          | 2–1           | L'Etoile de Morne-à-l'Eau  |
| 2002 | SS Saint-Louisienne       | 2–0           | Club Franciscain           |
| 2003 | Club Franciscain          | 3–1 (dts)     | Phare du Canal             |

### Éliminatoires Antilles-Guyane
| Anno | Campione                   | Secondo                   |
| ---- | -------------------------- | ------------------------- |
| 2004 | Racing Club de Basse-Terre | Club Franciscain          |
| 2005 | ASC Le Geldar              | Club Franciscain          |
| 2006 | Club Franciscain           | US Matoury                |
| 2007 | Club Franciscain           | L'Etoile de Morne-à-l'Eau |

## Vincitori

### Coppa D.O.M.

#### Club
| Squadra                    | Vittorie | Secondi posti |
| -------------------------- | -------- | ------------- |
| Club Franciscain           | 4        | 3             |
| SS Saint-Louisienne        | 4        | -             |
| JS Saint-Pierroise         | 3        | -             |
| L'Etoile de Morne-à-l'Eau  | 1        | 2             |
| CS Saint-Denis             | 1        | 1             |
| US Sinnamary               | 1        | 1             |
| US Stade Tamponnaise       | 1        | -             |
| Aiglon du Lamentin         | -        | 1             |
| Arsenal Guadeloupe         | -        | 1             |
| SC Kouroucien              | -        | 1             |
| Phare du Canal             | -        | 1             |
| Racing Club de Basse-Terre | -        | 1             |
| US Robert                  | -        | 1             |
| Solidarité Scolaire        | -        | 1             |
| Zénith Morne-à-l'Eau       | -        | 1             |

#### Territori
| Territorio      | Vittorie | Secondi posti |
| --------------- | -------- | ------------- |
| Réunion         | 9        | 1             |
| Martinica       | 4        | 5             |
| Guadalupa       | 1        | 7             |
| Guyana francese | 1        | 2             |

### Éliminatoires Antilles-Guyane

#### Club
| Squadra                    | Vittorie | Secondi posti |
| -------------------------- | -------- | ------------- |
| Club Franciscain           | 2        | 2             |
| ASC Le Geldar              | 1        | -             |
| Racing Club de Basse-Terre | 1        | -             |
| L'Etoile de Morne-à-l'Eau  | -        | 1             |
| US Matoury                 | -        | 1             |

#### Territori
| Territorio      | Vittorie | Secondi posti |
| --------------- | -------- | ------------- |
| Martinica       | 2        | 2             |
| Guadalupa       | 1        | 1             |
| Guyana francese | 1        | 1             |